# Runes of Magic
Runes of Magic (deutsch: Runen der Magie, kurz: RoM) ist ein Massively Multiplayer Online Role-Playing Game (MMORPG) von Runewaker Entertainment aus Taichung (Taiwan) und wird im Auftrag des Publishers Gameforge entwickelt, seit Frogster 2011 von der Gameforge AG übernommen wurde. Es basiert auf dem asiatischen MMORPG Radiant Arcana, wird jedoch nach Gameforges Vorgaben an den westlichen Markt angepasst.
Im Januar 2009 waren 300.000 Spieler angemeldet, obwohl sich das Spiel zu dem Zeitpunkt noch in der öffentlichen Beta-Phase befand. Nur einen Tag nach der offiziellen Veröffentlichung gab es bereits 700.000 Spieler. Im März 2010 bestand die Community aus über 3.000.000 Spielern, von denen etwa 500.000 aktiv waren; seit August 2010 sind es über 4.000.000. Zudem bekam Runes of Magic bereits vor dem offiziellen Erscheinungsdatum einige Auszeichnungen, wie zum Beispiel den Gold-Award von Mmorpgloads oder Best New Game von MMOsite.
Der markanteste Unterschied zu anderen MMORPGs ist das multiple Klassensystem. Seit 2014 kann man alle Klassen, die für die gewählte Rasse der Spielfigur zur Verfügung stehen, spielen (die vierte und weitere Klassen müssen allerdings im Item-Shop für Echtgeldwährung (Diamanten) gekauft werden). Ansonsten gibt es seit „Chapter IV“ drei Klassen, davor zwei Klassen. Dieses multiple Klassensystem war bisher in einer anderen Form bereits aus Spielen wie Guild Wars, NosTale, Final Fantasy XI und Neverwinter Nights bekannt.

## Finanzierung
Der Spielclient von Runes of Magic steht kostenlos zum Herunterladen bereit. Das Spiel erfordert keine monatlichen Zahlungen.
Die Einnahmen des Betreibers ergeben sich vor allem aus einem im Spiel enthaltenen Item-Shop. Dort können Spiel-Gegenstände gegen wirkliches Geld erworben werden. Dieses Micropayment-System basiert auf den verschiedenen Währungen, mit denen die Spielfigur ihre Ausrüstungsgegenstände bezahlen kann. Für wirkliches Geld kann der Spieler die Spielwährung Diamanten erwerben, die im Item-Shop gegen Spielgegenstände eintauschbar ist. Die dabei anfallenden Kosten belaufen sich seit Mitte 2009 auf rund 5 Euro für 100 Diamanten.
Von RoM existiert allerdings auch eine Kaufversion für rund 10 Euro, welche auf einer DVD die Installationsdateien und einen einlösbaren Code für verschiedene Gegenstände, wie ein spezielles Haustier, enthält. Diese ist zeitgleich zur Veröffentlichung des Spiels am 19. März 2009 erschienen. Weitere Sonderaktionen – etwa Beigaben zu Computerspiele-Zeitschriften – ermöglichen es den Spielern ebenfalls, durch die Eingabe spezieller Codes Spielgegenstände zu erhalten.
Der Betreiber Gameforge betont regelmäßig, dass man darauf bedacht sei, das Spiel auch für jene Spieler ausgewogen und interessant zu halten, die nicht im Item-Shop echtes Geld in Spielgegenstände investieren wollen.
Der im Spiel benutzbare Item-Shop enthält neben dem Diamantenshop auch einen Rubinshop. Rubine erhält man, wenn man Items im Diamantenshop kauft.

## Spielziel
Wie die meisten MMORPGs besitzt RoM kein endgültiges Spielziel, was vor allem darin begründet ist, dass der Spieler möglichst lange ans Spiel gefesselt sein soll. Aus demselben Grund sollen in halbjährlichem Abstand neue "Chapter" (dt. „Kapitel“) (Erweiterungspakete mit neuen Gebieten, Quests, Ausrüstungsgegenständen und ggf. neuen Klassen, Völkern und gesteigerter Maximalstufe) erscheinen.
Ein naheliegendes Ziel für die Spieler ist es, einen oder mehrere Charaktere bis zur Maximalstufe (derzeit 100) zu trainieren. Epische  Belohnungen, die man in Raids mit bis zu zwölf Spielern in schwierigen Dungeons erhält, bieten darüber hinaus Anreiz, seinen Charakter auch nach Erreichen der Maximalstufe zu spielen.

## Spielmechanik
Der Spieler steuert seine Figur in einer Third-Person-Perspektive oder aus der Egoperspektive per Tastatur und Maus. Um sich einen Vorteil im Kampf zu verschaffen, setzt man zum richtigen Zeitpunkt die richtigen Fertigkeiten ein. Dazu wird meist eine bestimmte Menge von einem durch die Klasse des Spielcharakters bestimmten Energietyp benötigt.
Mit anderen Charakteren kann in weitem Maße interagiert werden. So kann man mit anderen Spielern handeln, in Gruppen mit ihnen zusammen spielen und sich zu Gilden zusammenschließen. Außer den Spielern und den Computergegnern sind noch etliche Nicht-Spieler-Charaktere vorhanden, welche den Spieler mit Aufgaben versorgen, die Ausrüstung reparieren und verkaufen oder den Spieler in Berufen unterrichten.
Durch das Töten von Gegnern und das Erledigen von Aufgaben (Quests) erhält man Erfahrungspunkte (EP) und Talentpunkte (TP). Erreicht man eine bestimmte Anzahl Erfahrungspunkte, steigt die Primärklasse (→ #Multiples Klassensystem) eine Stufe auf, was die Attribute erhöht und ggf. neue Fertigkeiten freischaltet. Die angesammelten Talentpunkte können zur Verbesserung der Fertigkeiten eingesetzt werden, sodass diese effektiver werden (beispielsweise mehr Schaden verursachen).
Stirbt ein Charakter auf Stufe 10 oder höher, erhält er Erfahrungs- und Talentpunkteschulden. 75 % der Erfahrung- und Talentpunkte, die man erhält, werden dazu genutzt die Schulden abzubauen, und nur 25 % bekommt man dazu, bis man die Schulden vollständig getilgt hat. Bis Stufe 31 werden alle Spielercharaktere von einem Hilfsbegleiter begleitet, der einmal pro Tag einen Sühne-Gutschein ausgibt, mit dem alle Schulden der Primärklasse getilgt werden. Außerdem kann man Göttliche Erlösungsscheine, die alle derzeitigen Schulden tilgen, und Engelsseufzer, nach deren Benutzung man 24 Stunden lang keine Schulden durch Sterben erhält, im Itemshop erwerben oder man ist in einer Gilde mit einer Bibliothek in der Gildenburg, bei der man ebenfalls Erfahrungs- und Talentpunkteschulden abbauen kann.

### Attribute
Die Stärke eines Charakters wird durch seine Attributpunkte bestimmt. Die Grundattribute sind Stärke, Geschicklichkeit, Ausdauer, Intelligenz und Weisheit. Darüber hinaus gibt es noch physische Angriffskraft, physische Verteidigung, magischen Angriff und magische Verteidigung. Diese vier Werte hängen maßgeblich von den Grundattributen ab, so erhöhen beispielsweise Stärke und Geschicklichkeit die physische und Intelligenz die magische Angriffskraft. Alle Attribute können auch direkt durch Attribut-Boni auf der Ausrüstung erhöht werden.
Die Wirkung der Attribute ist jedoch bei jeder Klasse anders. So bekommt beispielsweise ein Schurke durch Geschicklichkeit mehr physische Angriffskraft als ein Kundschafter.

### Multiples Klassensystem
Eine der Besonderheiten von RoM ist, dass man im Gegensatz zu anderen MMORPGs nicht nur eine Klasse weiterentwickelt, sondern standardmäßig drei und mit Hilfe spezieller Erweiterungskarten bis zu sechs. Bei der Charaktererstellung wählt man zunächst seine Primärklasse. Erreicht man Stufe 10, so kann man seine Sekundärklasse wählen. Diesen Vorgang wiederholt man, wenn man Level 20 erreicht hat und die 3. Klasse aussucht (ab dem 16. Juni 2011 durch Chapter 4). Die Klassenwahl kann seit 14. August 2009 durch den Kauf des Gegenstandes „Frucht des Vergessens“ im Item-Shop rückgängig gemacht werden, sodass – zu einem Preis von umgerechnet rund 10 Euro – die Sekundärklasse gelöscht wird. Während des Spielens erhält immer nur die Primärklasse Erfahrungspunkte. Will man seine Sekundärklasse auf eine höhere Stufe bringen, so muss man erst die Primär- und Sekundärklasse wechseln.
Die Fertigkeiten der Klassen sind jeweils in „allgemeine“ und „klassenspezifische“ eingeteilt. Klassenspezifische Fertigkeiten können nur von der derzeit aktiven Primärklasse verwendet werden, allgemeine Fertigkeiten stehen sowohl von der Primär- als auch von der Sekundärklasse zur Verfügung.
Ein weiterer Vorteil des multiplen Klassensystems ist, dass man ab Level 15 auf jedem 5. Level bis Level 50 (15, 20, 25 … 50), sowie auf Level 60 und 70 mit allen vorhandenen Klassen jeweils sogenannte Elitefertigkeiten erlernen kann, die durch die jeweilige Klassenkombination bestimmt werden. Diese Fertigkeiten zählen zu den klassenspezifischen.
Durch die Kombination der 10 Spielerklassen existieren zahlreiche Klassenkombinationsmöglichkeiten, die jedoch für die einzelnen Völker eingeschränkt sind.

### Klassen
Derzeit gibt es 10 Klassen in Runes of Magic. Jede Klasse hat einzigartige Fertigkeiten, und je nachdem welche Klasse der Spieler für seinen Charakter wählt, kann dieser unterschiedliche Rüstungs- und Waffentypen tragen. Abgesehen von den Klassen Magier, Priester, Bewahrer, Druide und Ritter, welche sich alle der rollenspieltypischen Energie „Mana“ bedienen, hat jede Klasse ihren eigenen Energietyp.
- Krieger: Der Krieger ist ein reiner Nahkämpfer und durch Kettenrüstungen gut gepanzert. Sein Energietyp ist Zorn, welcher sich im Kampf aufbaut, wenn dem Krieger Schaden zugefügt wird, und in geringerem Ausmaß, wenn der Krieger Schaden austeilt. Er darf alle Arten an Nahkampfwaffen verwenden. Damit ist der Krieger neben dem Bewahrer die einzige Klasse, die Äxte tragen kann, welche im Vergleich zu Schwertern und Hämmern mehr Schaden pro Sekunde anrichten.
- Kundschafter: Der Kundschafter ist der beste Einzelziel-Schadensausteiler (englisch damage dealer) von allen und ein mit Bogen oder Armbrust bewaffneter Fernkämpfer. Ein Kundschafter versucht, seinen Gegner möglichst auf Distanz zu halten, da der Fernkampf seine größte Stärke ist und ihm nur eine Lederrüstung zur Verfügung steht. Allerdings darf er auch ein Einhandschwert oder einen Dolch tragen. Sein Energietyp heißt Fokus und wird im Stehen regeneriert. Läuft er, wird weniger Fokus als im Stehen regeneriert.
- Schurke: Der Schurke ist ein Nahkämpfer, welcher wie der Kundschafter Lederrüstungen trägt. Seine Stärke ist die Verborgenheit und Tücke; so kann er schleichen, damit seine Feinde ihn nicht bemerken. Zudem gibt es Angriffe, die nur aus dem Rücken des Feindes angewendet werden können, die den Gegner betäuben. Zudem hat er Fähigkeiten, die Blutungen erzeugen und dann mit einem starken Angriff aufgelöst werden können. Klassischerweise kämpft der Schurke mit einem Dolch (ab Stufe 16 auch in der Nebenhand möglich), kann aber auch Einhandschwerter benutzen. (In Verbindung mit dem Krieger ist er in der Lage, zwei Einhand-Äxte zu tragen, die zwar höheren Schaden, aber keine Blutungen auf dem Gegner verursachen.) Der Energietyp des Schurken heißt Energie und verhält sich ähnlich wie der des Kundschafters, allerdings werden größere Mengen davon für einen Angriff benötigt und lädt sich demnach ebenfalls schneller auf.
- Magier: Der Magier ist ein Meister der Beschwörung und Beherrschung der Elemente (Windmagie, Feuermagie, Lichtmagie (mit dem Ritter als Sekundärklasse) und Erdmagie (mit dem Druiden oder Bewahrer als Sekundärklasse)). Dabei besitzt jede Art von Magie verschiedene, spielerische Vorteile. So wird die Windmagie häufiger zur Kontrolle von Gegnern verwendet (beispielsweise durch Lähmung oder Bewegungsunfähigkeit), während die Feuermagie höheren Schaden anrichtet. Der Magier kann nur Stoffrüstungen tragen, ist also nicht sonderlich gegen physische Attacken geschützt, weswegen er den Abstand zum Gegner sucht. Dennoch besitzt er unter anderem Fähigkeiten, um seinen Gegner bewegungsunfähig zu machen oder einen magischen Schild um sich herum zu erschaffen. Als Waffe verwendet der Magier Einhand- oder Zweihandstäbe, die ihm einen Bonus auf seine magische Angriffskraft geben, jedoch im Nahkampf wenig bewirken. In der Zweithand kann er einen Talisman oder Dolch (mit dem Schurken als Sekundärklasse) tragen. Der Energietyp des Magiers heißt Mana, das durch die Attribute Intelligenz und Weisheit gesteigert werden kann. Dementsprechend verbrauchen die Zauber des Magiers auch recht viel Mana. Da die Manaregeneration viel Zeit braucht, gibt es Manatränke mit Soforteffekt oder Wiederherstellung über einen längeren Zeitraum.
- Priester: Der Priester ist vorrangig ein Heiler und Supporter (mit dem Kundschafter als Sekundärklasse) (siehe Gruppenspiel und Raids); er besitzt allerdings auch Schadenzauber, für die er als einzige Klasse das Element Wasser nutzt. Wie der Magier kann auch der Priester nur Stoffrüstungen tragen und hat als Energietyp ebenfalls das Mana. Darüber hinaus darf er jedoch Schilde und Schlagwaffen verwenden.
- Ritter: Der Ritter ist die Tank-Klasse in Runes of Magic. Er kann die stärkste Rüstung (Plattenrüstung) tragen und bezieht seine Macht aus Mana. In der Regel tragen Ritter Einhandschwerter oder -hämmer und ein Schild, um ihre Verteidigung zu stärken, die für einen Tank ausschlaggebend ist. Sie können aber auch Zweihandschwerter und -hämmer tragen. Die Angriffe des Ritters sind nicht besonders stark, dafür verfügt er wie der Priester über mehrere Buffs (länger wirkende Zauber, die beispielsweise die Angriffskraft erhöhen).
- Druide: Der Druide nimmt bei den Elfen die Funktion eines Priesters ein und trägt ebenso wie dieser nur Stoffrüstungen und einen Stab oder eine Schlagwaffe. Die meisten seiner Zauber kosten Mana. Durch diese Zauber generiert er jedoch Naturmacht, mit der er noch gewaltigere Zauber wirken kann. Er kann sowohl Verletzungen heilen als auch Schaden zufügen.
- Bewahrer: Der Bewahrer ist ein ausgezeichneter Nahkämpfer und gilt als Hüter der Natur. Er kann Dolche, Einhandschwerter, Einhandäxte und Zweihandstäbe führen; ab Stufe 32 darf er auch mit zweihändig geführten Schwertern oder Äxten kämpfen. Anstelle eines Schildes darf er jedoch nur einen Talisman tragen und auch die Plattenrüstung des Ritters bleibt ihm verwehrt, außer er hat einen Krieger als Zweitklasse so kann auch der Bewahrer Plattenrüstungen tragen. Dafür ist er in der Lage, starke Naturgeister zu beschwören, die ihn begleiten und unterstützen.
- Champion: Er kann als Tank den Ritter unterstützen und Flächenschaden bewirken. Er kann alle Waffen außer Bögen benutzen und eine Kettenrüstung, aber keinen Schild tragen. Er bezieht seine Kraft aus „Zorn“, einer Energie, die sich erst während des Kampfes aufbaut.
- Hexenmeister: Er kann dunklen Schaden auf größere Entfernung zufügen und anderen Spielern durch Stärkungszauber helfen. Er kann sich nur durch Stoffrüstungen, aber nicht durch einen Schild schützen.

### Völker
Ursprünglich waren in RoM lediglich Menschen (beiderlei Geschlechts) spielbar. Mit dem zweiten Kapitel des Spiels konnten die Spieler ab September 2009 auch Elfen und mit dem fünften Kapitel ab Juni 2012 auch Zwerge als Spielcharaktere wählen (als einzige nur männlichen Geschlechts). Die Startgebiete der Völker sind unterschiedlich:
- Menschen starten in der Pioniersiedlung in den Heulenden Bergen.
- Elfen beginnen auf der Elfeninsel.
- Zwerge fangen in den Höhlen von Yrvandis an.

Folgende Klassen können gewählt werden:
| Volk     | Bewahrer | Champion | Druide | Hexenmeister | Krieger | Kundschafter | Magier | Priester | Ritter | Schurke |
| -------- | -------- | -------- | ------ | ------------ | ------- | ------------ | ------ | -------- | ------ | ------- |
| Menschen |          |          |        |              | X       | X            | X      | X        | X      | X       |
| Elfen    | X        |          | X      |              | X       | X            | X      |          |        | X       |
| Zwerge   |          | X        |        | X            | X       |              | X      | X        |        | X       |

Bei der Wahl der Sekundärklassen gibt es folgende Einschränkungen:
| Primärklassen | Bewahrer | Champion | Druide | Hexenmeister | Krieger | Kundschafter | Magier | Priester | Ritter | Schurke |
| ------------- | -------- | -------- | ------ | ------------ | ------- | ------------ | ------ | -------- | ------ | ------- |
| Bewahrer      | -        |          | X      |              | X       | X            | X      |          |        | X       |
| Champion      |          | -        |        | X            | X       |              | X      | X        |        | X       |
| Druide        | X        |          | -      |              | X       | X            | X      |          |        | X       |
| Hexenmeister  |          | X        |        | -            | X       |              | X      | X        |        | X       |
| Krieger       | X        | X        | X      | X            | -       | X            | X      | X        | X      | X       |
| Kundschafter  | X        |          | X      |              | X       | -            | X      | X        | X      | X       |
| Magier        | X        | X        | X      | X            | X       | X            | -      | X        | X      | X       |
| Priester      |          | X        |        | X            | X       | X            | X      | -        | X      | X       |
| Ritter        |          |          |        |              | X       | X            | X      | X        | -      | X       |
| Schurke       | X        | X        | X      | X            | X       | X            | X      | X        | X      | -       |

Zahlreiche Guides und Tipps (von Spielern zusammengestellt) zu den verschiedenen Klassenkombinationen gibt es im offiziellen Forum.

### Spielerbehausung
In Runes of Magic kann sich jeder Spielcharakter kostenlos sein eigenes Haus zur Verfügung stellen lassen, in dem man dekorative Möbel, Truhen zum Verstauen von Gegenständen oder auch spezielle Möbel aus dem Itemshop, welche den TP- oder EP-Gewinn oder Berufe verbessern, abstellen kann. Das Haus ist nur von innen sichtbar und befindet sich nicht innerhalb der begehbaren Spielwelt. Es war zeitweise geplant, dass ein Haus übergreifend für alle Charaktere eines Accounts auf einem Server nutzbar sei, derzeit besitzt allerdings noch jeder Charakter sein eigenes Haus.
Im Wohnraum steht ein Hausmädchen zur Verfügung, das dem Spielcharakter erlaubt, die Primärklasse zu wechseln oder die Bank zu öffnen. Seit Chapter III - The Elder Kingdoms kann man weitere Hausmädchen oder -männer aus einer Liste hinzukaufen und diese dann nach Belieben wechseln. Diese Hausmädchen bieten die Möglichkeit nach individueller Aus-/Vorbildung, für den Charakter Tränke, Nahrung herzustellen oder zeitlich begrenzte Buffs auf ihn zu wirken; weiterhin hat dieser Hausbewohner eine Lagerplatzfunktion und durch Textilsachen eine Art Kleidervorschau. Alle Haushaltshelfer sind realgeldkostenlos. „Gärtnern“ ist ebenfalls mit diversen Pflanzenarten möglich, um Ressourcen herstellen zu können. Der Wohnraum des Hauses kann um mehrere Etagen und Räume erweitert werden, was allerdings Diamanten oder erspielbare Phiriusmarken kostet (→ #Währungen). Man kann einem Haus sogar ganze Stockwerke hinzufügen. Außerdem ist es möglich, sein Haus gegen sogenannte Hausenergie umzubenennen und, um anderen den Eintritt zu verwehren, kostenlos ein Passwort festzulegen.

## Spielbestandteile

### Regionen
Die Handlung von Runes of Magic findet in der Spielwelt Taborea statt. Für diese wurde eine recht ausführliche Vorgeschichte erfunden, die sich in eine Schöpfung durch den Gott Ayvenas, Vorgeschichte, Altertum, dunkle Zeit und eine „neue Ära“ gliedert. In der jüngsten Zeit, welche „Epoche der großen Entdeckungen“ genannt wird, expandierte die menschliche Zivilisation vom alten Kontinent Kolydia zum neuen Kontinent Candara. Dort beginnen die Spielcharaktere ihre Abenteurerlaufbahn.
Candara ist geprägt von mehreren Organisationen, die vielfach als Auftraggeber der Spielfiguren auftreten, indem sie Aufgaben (Quests) zur Erkundung oder Sicherung wilder Gebiete erteilen. Neben dem „Auge der Weisheit“ sind unter diesen Organisationen der „Orden der dunklen Glorie“, die „Abenteurergilde Silberschatten“ und „Ailics Gemeinschaft“ von besonderer Bedeutung. Die wichtigste Organisation, der sich diese Gruppen mit Hilfe der Spielercharaktere entgegenstellen müssen, ist die Geheimgesellschaft der „Zurhidon“. Diese stehen in Verbindung mit Dämonen und bieten ihren Anhängern Zugang zu geheimem Wissen und Macht. Die skrupellosen Zurhidon tragen spezielle Gewänder und Masken. Sie betreiben Operationsbasen in den meisten Regionen Candaras.
Die Region Candaras, die zum Training neu angekommener Abenteurer vorgesehen ist, nennt man Heulende Berge. Dort beginnt das Spiel in der Pioniersiedlung und wird im Dorf Logar fortgesetzt. Im dazu nördlich gelegenen Gebiet Silberquell liegt die bedeutendste Stadt Candaras, Varanas, die zu Beginn der Kolonisation Candaras vor rund 120 Jahren vom „Auge der Weisheit“ in Form einer großen, weißen Kathedrale errichtet wurde. Das bewaldete Aslan-Tal im Westen, in dem der Ort Silberfall liegt, bildet den Übergang zum winterlichen Ystra-Hochland. Die genannten Regionen sind mit ansteigenden Schwierigkeiten für immer erfahrenere Spielercharaktere vorgesehen. Für den Stufenaufstieg der Sekundärklasse stehen die weiter westlich gelegene Sascilia-Steppe und das verschneite Drachenzahngebirge im Süden zur Verfügung. Der Staubteufel-Canyon im Norden mit der dort befindlichen Obsidianfeste und die östliche Küstenregion Rabenfeld, in der sich das „Auge der Weisheit“ mit den „Schwarzsegel-Piraten“ auseinandersetzen muss, sind für höherstufige Figuren entworfen worden. Die Küste der Wehklagen jenseits von Rabenfeld wurde bereits vor dem Start von Chapter II – The Elven Prophecy eingeführt. Im Norden liegen die Wilden Lande, die über die Küste der Wehklagen oder die Halle der Überlebenden im Norden von Silberquell erreichbar sind. Durch die Bannmauer, welche in den Wilden Landen liegt, kommt man zum Aotulia-Vulkan. Seit Chapter III – The Elder Kingdoms kann man auf den Kontinent Zandorya gelangen, auf dem es neue Gebiete zu erkunden gibt. Diese heißen Donnerhufhügel, Südlicher Janostwald, Nördlicher Janostwald und Die Wüste Limo und sind für Spieler der Stufen 55 bis 62 kreiert. Seit Chapter IV – Land of Despair sind die Gebiete Land des Unheils und die Rothügelberge
für die Stufen 62–65 dazugekommen und die Küste der Gelegenheit, sowie Xaveria. Letztere sind für das Training der dritten Klasse vorgesehen und bietet einen Levelaufstieg bis Stufe 50.

### Dungeons
Dungeons sind Höhlen oder auch Gebäude. In RoM gibt es zwei verschiedene Arten von Dungeons:
- Normale Dungeons, in Form von persistenten, welche der Spieler frei begehen und erkunden kann (auch die Außenareale).
- Instanzierte Dungeons, oft auch Instanzen genannt, welche von der restlichen Spielwelt abgetrennt und für Gruppen gedacht sind. Zum Betreten muss man durch ein blaues Portal treten. In der Regel wird die Instanz für jede Gruppe neu generiert, sodass mehrere identische Instanzen gleichzeitig existieren. Ausnahmen bilden die „Blutige Galerie“ (Bloody Gallery), der „Albtraum von Varanas“ (Varanas Nightmare) oder die „Kanalisation von Dalanis“ (Dalanis Sewers), welche zwar auch durch Instanz-Portale abgetrennt sind, aber von allen Gruppen oder Einzelcharakteren, die sie betreten wollen, jeweils geteilt werden.

### Gruppenspiel und Raids
In RoM ist es oft erforderlich, sich mit einigen Charakteren zu einer Gruppe zusammenzuschließen. Eine Gruppe besteht aus bis zu sechs Spielern und kann zu einem Schlachtzug (Raid) erweitert werden, welcher insgesamt aus bis zu sechs Gruppen, also maximal 36 Spielern, besteht. Gruppen sind für bestimmte Elite-Gegner (stärker als andere Gegner derselben Stufe) und Instanzen vonnöten. Häufig finden sich aber auch so genannte Level-Gruppen zusammen, deren Ziel das gemeinsame Erledigen von Quests ist.
In Gruppen bzw. Raids nimmt jede Klasse eine spezielle Rolle wahr. Dabei ist zwischen drei Rollen zu unterscheiden: Tank, Healer/Supporter und Damage Dealer.
Als Tank gelten Charaktere mit der Primärklasse Ritter, sowie manche Klassenkombinationen mit dem Bewahrer oder Champion als Primärklasse, da diese die stärkste Rüstung tragen und aufgrund ihrer besonderen Fähigkeiten den meisten von Gegnern ausgeteilten Schaden aushalten können. Sie versuchen die gesamte Bedrohung (Aggro) der Computergegner auf sich zu halten, sodass nur sie angegriffen werden.
Healer sind typischerweise Priester oder Druiden in der primären Klasse, da nur diese gestorbene Charaktere wiedererwecken können. Sie heilen ihre Gruppenmitglieder mit speziellen Fertigkeiten.
Die Klassen Krieger, Schurke, Kundschafter, Magier und Bewahrer lassen sich als Damage Dealer zusammenfassen, da sie besonders viel Schaden in kurzer Zeit (Damage per Second, DPS) austeilen können, jedoch weniger aushalten als Ritter. Dabei unterscheiden sich jedoch Schwerpunkte und Spielweise der fünf Damage-Dealer-Klassen deutlich voneinander. So können beispielsweise Magier einen hohen Gebietsschaden (AoE-Damage), während Kundschafter und Schurken einen vergleichsweise hohen Sofortschaden (Burst-Damage) verursachen.
Zudem besitzen alle Klassen Fähigkeiten, mit denen Gegner kontrolliert (Crowd Control) werden können, beispielsweise durch Betäubung, Bewegungsunfähigkeit (Stun), Stille (der Gegner kann keine Fertigkeiten mehr einsetzen).
Liste einiger Instanzen, die in Gruppen oder auch alleine (Solo-Runs) durchgeführt werden können:
Verlassene Abtei (Gruppe (6): 25+, Solo: 50+), Gräberstädte der Spiegel (Gruppe (6): 40+, Solo: 60+), Kanalisation von Dalanis (Gruppe (6): 55+, Solo: 65–70).

### Gilden
Eine Gilde ist ein Zusammenschluss von Spielern aus verschiedenen Gründen (beispielsweise gemeinsames Erledigen von Quests, Veranstalten von Raids, PvP oder Ähnliches). Im Gegensatz zu einer Gruppe oder einem Raid ist eine Gilde auf längerfristiges Bestehen ausgerichtet. Den in der Gilde organisierten Spielern steht ein eigener Chatkanal („Gildenchat“) zur Verfügung. Eine Besonderheit des Gildensystems in Runes of Magic ist, dass die Gilden ähnlich wie die Spieler in Stufen aufsteigen („hochleveln“) können. Hierzu müssen festgelegte Mengen an Rohstoffen, Gildenrunen oder Rubinen (siehe Währung) gesammelt und an die Gilde abgegeben werden. Höherstufige Gilden können zum Beispiel mehr Spieler aufnehmen. Ab einer bestimmten Stufe kann die Gilde eine eigene Gildenburg errichten. Darin befinden sich auch nützliche NSCs. Hilfreiche Gebäude, beispielsweise ein Übungsplatz, Runentürme (auch Bufftürme genannt), eine Akademie, eine Bibliothek oder ein Stall, können errichtet und/oder aufgestuft werden, indem die Gilde einmalig einen Preis in Gold, Gildenrunen und Rohstoffen entrichtet. Lediglich "aktive" Bufftürme kosten kleine laufende Gebühren. Die Burgen sind auch kriegerisch "aufrüstbar", z. B. andere Bewehrung. Diese ist allerdings nur sinnvoll, wenn man es schafft sich in der u.g. Belagerungskriegeanmeldephase anzumelden.

#### Belagerungskrieg
Als Belagerungskrieg (oder Gildenschlacht) bezeichnet man das Aufeinandertreffen zweier Gilden (meist von unterschiedlichen Servern) auf einer speziellen Karte. Hierbei ist das Ziel, alle sechs auf der Karte verteilten Türme einzunehmen und zu sichern. Für einen schnellen Sieg ist es von Vorteil, die gegnerische Gildenburg einzunehmen, d. h. die äußere Mauer zu überwinden, indem man die Tore niederreißt. Nach dem Eindringen in die Burg muss noch das innere Burgtor zerstört werden. Anschließend lässt sich der gegnerische Gildenkristall einnehmen, um die Schlacht für sich zu entscheiden.
Die Belagerungskriege finden mehrmals täglich statt. Die Gilden müssen sich vorher anmelden, um an den Belagerungskriegen teilnehmen zu können. Dabei treten Gilden verschiedener Server gegeneinander an. Dieses Spielfeature ist im Betastadium. Durch die vielen Bugs im Belagerungskrieg ist mit einer regulären Implementierung nicht zu rechnen.

### Reittiere (Mounts)
Es gibt eine große Auswahl an Reittieren, beispielsweise Pferde, Strauße, Tiger sowie andere exotische und fantastische Tiere; die meisten von ihnen sind in verschiedenen Farben erhältlich. Normale Pferde können in allen größeren Städten und Dörfern entweder für 15 Minuten oder zwei Stunden gemietet werden. Im Item-Shop kann man Reittiere für 7 oder 30 Tage mieten oder zur ständigen Verfügbarkeit kaufen. Einige spezielle Reittiere sind nur zu besonderen Anlässen erhältlich. Mit Reittieren lässt sich die Fortbewegungsgeschwindigkeit im Spiel um 55 bis 75 Prozent erhöhen. Seit Patch 3.0.2 – Die Warnorkenburg gibt es auch Reittiere, auf denen zwei Spielcharaktere gleichzeitig reiten können.

### Währungen
In RoM gibt es sieben verschiedene Währungen:
- Gold: Gold ist die primäre Währung in Runes of Magic. Mit Gold bezahlt man die Reparatur der Ausrüstung und kauft Gegenstände von Händlern oder anderen Spielern. Gold erhält man unter anderem als Belohnung für erledigte Quests und durch das Verkaufen von Waren im Auktionshaus oder bei Händlern.
- Diamanten: Diamanten können gegen Geld auf der Webseite des Anbieters erworben werden. Vor einiger Zeit konnten Diamanten auch mit anderen Spielern gehandelt werden, doch aufgrund des Goldseller-Problems wurde diese Möglichkeit deaktiviert. Momentan gibt es einen Diamanten-NPC, bei dem Diamanten gegen Gold getauscht werden kann.[16] Der Kurs wird laufend angepasst (siehe #Umtauschbarkeit der Währungen).
- Phiriusmarken: Für das Erledigen einer Aufgabe aus der Kategorie der sogenannten Tagesquests gibt es – unabhängig von deren Schweregrad – jeweils 10 (in Ausnahmefällen 20) Phiriusmarken als Belohnung. Phiriusmarken bilden eine eigene Währung für das Einkaufen im Item-Shop; das Warenangebot für Phiriusmarken ist allerdings gegenüber dem für Diamanten eingeschränkt. Darüber hinaus werden Phiriusmarken auch als „Eintrittspreis“ für diverse Minispiele, darunter „Goblinmine“ oder „Malatinas Überlebensspiel“, verwendet. Jeder Charakter kann maximal 10 Tagesquests pro Tag abgeben. Allerdings kann man für Diamanten oder Phiriusmarken eine Tagesquest-Karte kaufen, die das Abgeben weiterer 10 Tagesquests erlaubt.
- Rubine: Rubine sind seit Juni 2009 offiziell erhältlich,[17] konnten allerdings schon zuvor aufgrund eines Programmfehlers bei bestimmten Transaktionen im Auktionshaus erworben werden. Die Auswahl der mit Rubinen im Item-Shop erwerbbaren Waren unterscheidet sich teilweise wiederum vom Angebot für Diamanten oder Phiriusmarken. Für einen Einkauf mit Diamanten erhält der Spieler einen beim Kauf des Gegenstandes angezeigten prozentualen Anteil an Rubinen.
- (Alte) Mementos: Alte Mementos können durch das Töten von Bossen in den höchsten Instanzen ab der Instanz „Herz des Ozeans“ verdient werden. Mit Alten Mementos und teilweise einer Summe an Gold kann man bei bestimmten Händlern, den Mitgliedern des „Schwarzen Kodex“, welche vor den Instanzen oder in den Städten stehen, Items aus einem speziellen Warenangebot erwerben. Darunter sind verschiedene Tränke, welche z. B. die Attribute der Gruppe oder des Spielers temporär erhöhen, sowie Rüstungsgegenstände, Schmuck und Waffen.
- Phirius-Muscheln: Die Währung Phirius-Muschel wurde beim Release des Chapter IV eingeführt und ist ausschließlich über Minispiele wie das oben genannte „Malatinas Überlebensspiel“ zu erhalten und somit auf eine gewisse Anzahl pro Tag beschränkt. Mit dieser Währung und einer Summe an Gold kann man bei bestimmten NPCs in den Städten Varanas und Dalanis Rüstungsteile kaufen, die vor allem wegen der hohen, zufälligen Stats äußerst begehrt sind.
- Energie der Gerechtigkeit: Ab der Zone "Tergothenbucht" kann man für die Teilnahme am Öffentlichen Gefecht Energie der Gerechtigkeit bekommen. Dazu müssen bei dem öffentlichen Event Punkte gesammelt werden. Wenn insgesamt 6000 Punkte erreicht sind, endet es und die Energien der Gerechtigkeit werden an die Teilnehmer ausgeteilt. Diese sind gegen Rüstungsteile einlösbar.

#### Umtauschbarkeit der Währungen
Anfang 2010 wurde die Funktion des Diamantenerwerbs von anderen Spielern über das Auktionshaus (Handelshaus) wegen der Nutzung dieser Transaktionsmöglichkeit durch Goldspammer (Spieler, welche die In-Game-Währung Gold illegal für echtes Geld verkaufen) gesperrt. Ende November 2010 wurde mit dem Patch 3.0.6 wieder eine Möglichkeit, Diamanten ohne echtes Geld zu erwerben, bereitgestellt. Diese Funktion wurde bereits mit dem Patch 3.0.7 angepasst, sodass man täglich 15 Diamanten kaufen konnte. Am 25. September 2012 wurde mit Patch 5.0.3 diese Anzahl auf 3 pro Tag verringert. Gleichzeitig wurde der Diamantenhandel im Auktionshaus wieder ermöglicht. Ab 15. Januar 2013 konnten Diamanten nur mehr im Auktionshaus oder gegen echtes Geld erworben werden. Am 28. Januar 2014 wurde der Handel über das Auktionshaus wieder eingestellt.

## Server
Der Betreiber von Runes of Magic stellt zwei verschiedene Servertypen bereit, die sich hinsichtlich der Regeln und Voraussetzungen von Player-versus-Player-Kämpfen (PvP) unterscheiden. Beide Servertypen besitzen ein auf diese Bedingungen angepasstes Reputationssystem.
Die zwei größten deutschen Server sind seit der Open-Beta-Phase Laoch (PvE) und Aontacht (PvE), weitere deutsche Server sind Muinin (PvE), Tuath (PvE), Riocht (PvE), Ionsai (PvE), Cogadh (PvP), Draiochta (PvE), Scabtha (PvE) und Dochas (PvE).
Seit November 2015 gibt es nur noch PvE-Server. Außerdem wurden Scabtha (PvE) und Cogadh (PvP) zu Maidin (PvE) zusammengelegt.

### Player vs. Environment
Player vs. Environment (kurz: PvE, deutsch Spieler gegen die Umwelt) kann in RoM hauptsächlich auf zwei Arten praktiziert werden: Zum einen ist das Vollenden von Quests im Alleingang oder in einer Gruppe ein Hauptelement des Spiels, zum anderen können bis zu 36 Spieler gemeinsam herausfordernde Dungeons (siehe #Dungeons) plündern. PvP ist auf PvE-Servern nur unter bestimmten Bedingungen möglich: Wenn sowohl Angreifer als auch Angegriffener PvP wünschen, können sie dies durch die Aktivierung ihres PvP-Status anzeigen, sodass sie PvP-flagged sind. Andererseits können Mitspieler zu Duellen herausgefordert werden, die jedoch beliebig abgelehnt werden können und bei denen die Kontrahenten keine dauernden Schäden davontragen. Drittens sind organisierte Einzel- oder Gruppenkämpfe in sogenannten Arenen möglich.

### Player vs. Player
Player vs. Player (kurz: PvP, deutsch Spieler gegen Spieler) bezeichnet die Kämpfe zwischen zwei oder mehreren Spielern. Jeder Spieler ab Stufe 15, der eine PvP-Einführungsquest absolviert hat, kann auf PvP-Servern (von denen deutlich weniger betrieben werden als PvE-Server) jeden anderen Spieler ab Stufe 15 angreifen. Neben dem Kampf auf Leben und Tod gibt es auch hier die Möglichkeit, Duelle auszufechten, bei denen der Kampf beendet wird, sobald ein Spieler kurz vor dem Tod steht. Wird ein Spieler im PvP getötet, so verliert dieser zufällig ausgewählte Gegenstände (Item-Shop-Gegenstände ausgenommen) aus der aktuellen Ausrüstung und dem Inventar (Rucksack). Besondere Gegenstände aus dem Item-Shop ermöglichen hierbei das Sperren wertvoller Ausrüstungsteile, damit diese nicht verloren gehen. Analog zu „Ausrüstungssperren“ sind auch „Ausrüstungslöser“ gegen Diamanten erhältlich.

### Reputationssystem
Es ist ein umfangreiches Reputationssystem in Form von „Gut und Böse“ implementiert. Jeder Charakter beginnt mit einer Reputation von 0 und ist somit neutral. Bei positiver Reputation ist der Spieler „gut“ und bei einer negativen Reputation ist er dementsprechend „böse“. Tötet ein Spieler einen anderen guten oder neutralen Spieler, so verliert er Reputationspunkte. Tötet er einen bösen Spieler (oder einen Computergegner außerhalb von Instanzen, der mindestens fünf Stufen höher ist), so gewinnt er Reputationspunkte. Bei zunehmender Reputation geht der Spielername langsam in mehreren Stufen in Blau über, bei abnehmender Reputation in Rot. Bei stark negativer Reputation wird der Spieler von den Stadtwachen angegriffen. Bei Wettbewerben können die beiden Titel „Dämon“ (absolut böse) und „Held“ (absolut gut) erworben werden. Allen Spielern mit entweder positiver oder negativer Reputation stehen besondere Items (Gegenstände) im Item-Shop zur Verfügung.

## Entwicklungsstand
Runes of Magic befand sich vom 15. Dezember 2008 bis zum 18. März 2009 in der Open-Beta-Phase. Das offizielle Release fand am 19. März 2009 statt. Der erste publizierte Teil wird als Chapter I: Rise of the Demon Lord bezeichnet. Gleichzeitig wurde eine Box in den Handel gebracht, die unter anderem ein spezielles Haustier für den Spielcharakter und eine Landkarte der Spielwelt Taborea enthält.
Am 15. September 2009 ist die erste umfangreiche Erweiterung mit dem Titel Chapter II: The Elven Prophecy erschienen. Diese erweiterte das Spiel unter anderem um die neuen Klassen Bewahrer und Druide sowie um die zugehörigen Elfen als neues spielbares Volk. Die Regionen „Wilde Lande“ und „Aotulia-Vulkan“ sowie die „Elfeninsel“, ein Startgebiet für elfische Charaktere, erweitern das Spielgebiet Taborea nach Norden und Osten hin. Am 10. März 2010 wurde die Beta-Phase der Belagerungskriege von Gildenburgen eingeführt.
Der zweite von geplanten drei Teilen der 3. Erweiterung Chapter III: The Elder Kingdoms, Patch 3.0.1 – The Elder Kingdoms, erschien am 18. Mai 2010. Das Spiel wurde dabei um das Gebiet Südlicher Janostwald erweitert, während die Donnerhufhügel im Zuge von Patch 3.0.0 – Der Ruf des Königs bereits am 22. April implementiert worden waren; mit diesen Gebieten wurde der neue Kontinent Zandorya eingeführt. Die maximale Spielerstufe wurde auf 58 angehoben und einige andere Neuerungen, wie beispielsweise Set-Fähigkeiten oder ein verbessertes Hausmädchensystem, wurden eingeführt. Mit Patch 3.0.2 – Die Warnorkenburg wurden am 1. Juli 2010 ein neues Begleitersystem, zweisitzige Reittiere, zwei Public Events und die „Arena von Warnorken“, eine Instanz, ins Spiel gebracht. Seit dem 10. August 2010 war mit Patch 3.0.3 – In den Tiefen des Waldes die maximal erreichbare Stufe für Spielercharaktere 60. Der nächste Teil der 3. Erweiterung wurde am 11. August 2010 auf die Server gespielt. Es kamen mehrere hundert Quests sowie das neue Gebiet Nördlicher Janostwald dazu. Mit dem Patch Schätze der Wüste am 30. November 2010 wurde die Stufenobergrenze auf 62 erhöht und es gab ein weiteres neues Gebiet namens Wüste Limo.
Am 5. April 2011 begann der Closed-Beta-Test für das Chapter IV: Lands of Despair. Der Start dieses Kapitels erfolgte am 16. Juni. Damit wurde eine frei wählbare dritte Klasse eingeführt. Vier neue Gebiete Küste der Gelegenheit, Xaviera, Land des Unheils und Rothügelberge, zwei neue Instanzen Burg Grafu und Burg Sardo, sowie World Battlefields kamen dazu. Die Levelobergrenze wurde auf 67 angehoben. Am 24. November kamen mit dem Patch Seelen der Vergangenheit die Region Tergothenbucht und die Instanz Grab der Sieben Helden dazu. Die Levelobergrenze wurde auf 70 erhöht.
Am 12. Juni 2012 wurde das Chapter V: Fires of Shadowforge freigegeben. Unter anderem wurden als neue Rasse, die Zwerge, und zwei neue Klassen, der Hexenmeister und der Champion, eingeführt. Die Gebiete Yrvandris und Rorazan, sowie die Instanzen Außenbezirk von Stahlfels und Ewiger Kreis kamen neu zum Spiel hinzu. Die Levelobergrenze wurde auf 72 angehoben. Am 25. September 2012 kamen mit Patch 5.0.3 Chrysalias Schatten das neue Gebiet Chrysalia und die neue Instanz Knochennest der Kulech dazu. Die Levelobergrenze wurde auf 75 erhöht. Am 29. Januar 2013 wurden mit Patch 5.0.7 die Zone Merdhin-Tundra und die Instanz Bedim hinzugefügt. Die Levelobergrenze wurde auf 77 angehoben.
Am 28. Mai 2013 teilte Gameforge mit, dass die künftigen Patches keine neuen Chapter-Nummerierungen erhalten werden. Dies wurde jedoch am 10. August 2015 wieder revidiert.
Am 15. August 2016 wurde die Veröffentlichung von Chapter 7 mit der Zone Tasuq gestartet.
Per 19. September 2017 wurden sieben deutschsprachige Server zu drei „neuen“ zusammengefügt, um so die reduzierte Spielerzahl zu konzentrieren und den Welten mehr Leben zu verleihen.
Am 10. und 11. August 2021 wurden die restlichen 2 US-Server zu einem US-Server zusammengefügt sowie die EU-Server zu 5 verbleibenden EU-Servern.
| Patch | Datum              | neue Zone              | neue Instanz                      | Sonstiges                               | Levelobergrenze | Quelle                                                               |
| ----- | ------------------ | ---------------------- | --------------------------------- | --------------------------------------- | --------------- | -------------------------------------------------------------------- |
| 6.0.0 | 4. Juni 2013       | Syrbalpass             | Bethomia                          |                                         | 80              | Patch 6.0.0                                                          |
| 6.0.2 | 10. September 2013 | Sarlo                  | Belathis-Festung                  | neues Minispiel: Lyliyas Magisches Haus | 82              | Patchnotizen 6.0.2 (Seite nicht mehr abrufbar. Suche in Webarchiven) |
| 6.0.6 | 25. Februar 2014   | Jammerförde            | Grotte des Grauens                |                                         | 85              | Patchnotizen 6.0.6                                                   |
| 6.1.0 | 10. Juni 2014      | Dschungel von Hortek   | Säulen von Morfan, Halle der Erde |                                         | 87              | Patchnotizen 6.1.0                                                   |
| 6.2.0 | 16. Dezember 2014  | Saliocabecken          | Krypta der Ewigkeit               |                                         | 90              | Patchnotizen 6.2.0                                                   |
| 6.3.0 | 19. Mai 2015       | Kashaylan              | Gewölbe von Kashaylan             | Höchststufe für Gärtnerei: 100          | 92              | Patchnotizen 6.3.0                                                   |
| 6.4.0 | 23. September 2015 | Splitterstromküste     | Knochenspitze                     |                                         | 95              | Patchnotizen 6.4.0                                                   |
| 6.5.6 | 9. Mai 2016        | Hügelland von Farsitan | Hort der Madro-Trolle, Rabenherz  |                                         | 97              | Patchnotizen 6.5.6                                                   |
| 7.0.0 | 15. August 2016    | Tasuq                  | Tal der Riten                     |                                         | 98              | Patchnotizen 7.0.0                                                   |
| 7.1.0 | 25. März 2017      | Korris                 | Eisklingen-Plateau                |                                         | 99              | Patchnotizen 7.1.0                                                   |
| 7.2.0 | 28. September 2017 | Enoch                  | Sonnentempel des ewigen Schlafs   |                                         | 100             | Pachtnotizen 7.2.0                                                   |
| 7.3.0 | 12. Dezember 2018  | Vortis                 | Grabmal der Seelen                | neue Titel und Handwerksrezepte         | 100             | Patchnotizen 7.4.0.2969                                              |
| 7.4.0 | 17. Dezember 2019  | Chassizz               | Neues Pantheon                    | Einführung des Gipfelstufen-System      | 100 (1)         | Patchnotizen 7.4.0.2897                                              |
|       | 10. Februar 2022   | -                      | -                                 | Erhöhung der Gipfelstufe                | 100 (20)        | Gipfelstufenlevel-Erhöhung                                           |

## Auszeichnungen
Das Spiel hat mehrere Auszeichnungen gewonnen, darunter:
- TenTonHammer Award für das „Beste Free-to-Play MMORPG 2008“[33]
- Reader's Choice Best Crafting in einem MMO 2009[34]
- Reader's Choice Best PvP MMO 2009[35]
- Reader's Choice Best Capacity für Roleplay 2009
- Reader's Choice Best Free-to-Play MMO 2009
- Reader's Choice Best Visuals/Graphics 2009
- Reader's Choice Best MMO Studio 2009
- Reader's Choice Best Launch 2009
- Staff Choice Best Launch 2009
- Reader's Choice Overall Best New MMO 2009
- Deutscher Entwicklerpreis für das „Beste internationales PC Spiel 2009“[36]
- Deutscher Entwicklerpreis für das „Beste Online-Game 2010“[37]
- Deutscher Entwicklerpreis für das „Beste Casual Game 2011“[38]

## Probleme

### Sicherheit
Aufgrund eines Videos auf YouTube wurde 2010 bekannt, dass die Benutzernamen und Passwörter im Klartext über das Internet geschickt werden. Mittlerweile wurde die Verschlüsselung auf SSL-Basis umgestellt. Spielern mit bereits vorhandenem Account wird empfohlen, das Passwort zu ändern.
Anfang November gab es einen globalen Passwort-Reset, mit dem jeder Spieler neue komplexe Passwörter für jeden Loginbereich (Spiel, Webaccount, Forum) erhielt. Bei der Änderung von Passwörtern muss seither eine gewisse Komplexität  (mindestens ein Klein- und Großbuchstabe sowie eine Zahl bei mindestens 8 Zeichen) vorhanden sein. Seit Ende Januar 2011 ist für das Anmelden im Spiel auch das sekundäre Passwort erforderlich.

### Rechtliches
Der Verbraucherzentrale Bundesverband sah in einer Werbeaktion für den Item-Shop eine wettbewerbsrechtlich unzulässige Kaufaufforderung an Kinder und verklagte 2009 den damaligen Betreiber Frogster. Nachdem das Landgericht Berlin und das Kammergericht die Klage zunächst abwiesen, gab der Bundesgerichtshof der Verbraucherzentrale in der Revision am 17. Juli 2013 Recht. Die Werbung, die „sprachlich von einer durchgängigen Verwendung der direkten Ansprache in der zweiten Person Singular und überwiegend kindertypischen Begrifflichkeiten einschließlich gebräuchlicher Anglizismen geprägt wird“, habe sich gezielt an Kinder gerichtet. Gameforge hat gegen das Versäumnisurteil Einspruch eingelegt.
Das Urteil stieß auf Kritik, da der BGH nicht näher begründete, warum er die im Internet allgemein nicht unübliche Anrede mit Du und die Verwendung einiger weniger Anglizismen als „kindertypisch“ ansah.

## Romane zum Spiel
Shareena - Legenden Taboreas von Michael T. Bhatty, ISBN 3-8332-2046-5, ist der erste offizielle Roman zu Runes of Magic und wurde im März 2010 im Panini Verlag veröffentlicht. Am 12. April 2011 wurde der zweite offizielle Roman zu Runes of Magic veröffentlicht, Asiya – Legenden Taboreas, welcher auch von Michael T. Bhatty geschrieben wurde. Außerdem ist zurzeit ein weiteres Buch in Arbeit, Der Community Roman Band 1 – Im Schatten der Maske, das ausschließlich von der Community geschrieben wird. Ob eine gedruckte Ausgabe dieses Buches erscheinen soll, ist derzeit noch nicht bekannt.
Michael T. Bhatty's dritter Runes-of-Magic-Roman Iszma ist im Juli 2012 erschienen.